# Múscul tríceps braquial
El múscul tríceps braquial (musculus triceps brachii) és un múscul de tres caps que es localitza a la part posterior del braç i de l'espatlla. Sovint se sol anomenar simplement tríceps. Malgrat això, el terme tríceps, que en llatí significa "tres caps", en realitat és un terme que inclou altres músculs amb tres caps, com el múscul tríceps crural. Els tres caps tenen els següents noms i insercions:
- Cap o part llarga. S'origina al tubercle infraglenoide de l'escàpula.
- Cap lateral o vast extern. S'origina a la part posterior del cos de l'húmer, lateral i superiorment al solc radial.
- Cap medial o vast intern. S'origina a la part posterior del cos de l'húmer, medial i inferiorment al solc radial.

Les fibres dels tres caps convergeixen en un tendó comú que s'insereix a l'olècran del cúbit. El tríceps és considerat un múscul extensor, antagonista del bíceps, que és flexor.

## Origen i inserció

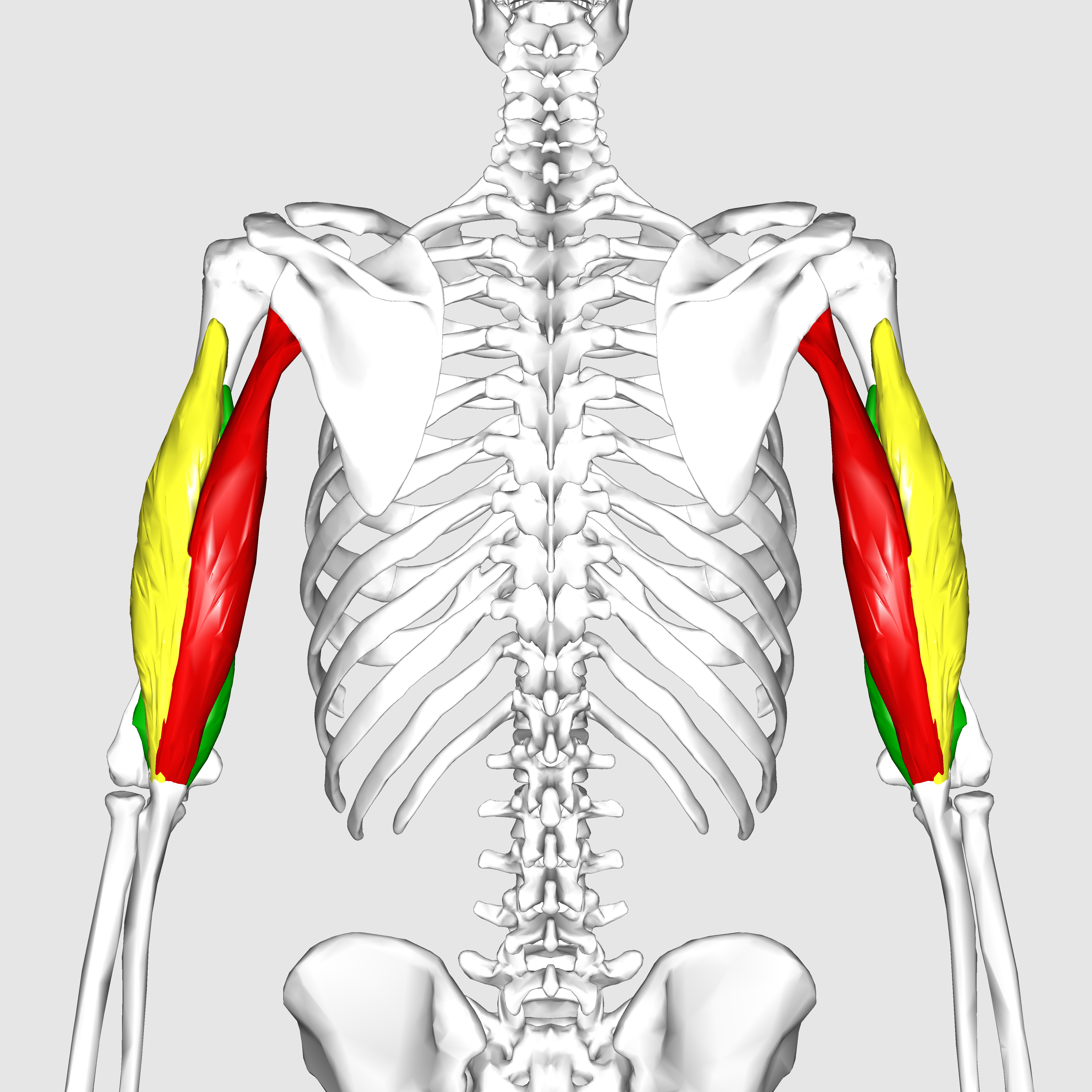
Parts del múscul tríceps braquial:
Cap llarg.
Cap lateral.
Cap medial.

El cap llarg sorgeix del tubercle infraglenoide de l'escàpula. S'estén distalment per davant del múscul rodó menor i posteriorment al múscul rodó major.
El cap medial o intern sorgeix des de la ranura del nervi radial, des de la superfície dorsal de l'húmer, des de l'envà intermuscular medial, i la seva part distal també sorgeix de l'envà intermuscular lateral. El cap medial està cobert majoritàriament pels caps laterals i llarg, i només és visible en la part distal de l'húmer.
El cap lateral o extern sorgeix en la superfície dorsal de l'húmer, lateral i proximalment a la ranura del nervi radial, des del tubercle major cap avall en la regió de l'envà intermuscular lateral.
Les fibres convergeixen en un únic tendó per inserir-se en l'apòfisi de l'olècran del cúbit –tot i que algunes investigacions indiquen que pot haver-hi més d'un tendó–, i en la paret posterior de la càpsula de l'articulació del colze on sovint es troben borses sinovials. Algunes parts del tendó comú irradien cap a la fàscia de l'avantbraç i poden arribar a cobrir el múscul anconal.

## Innervació
Els tres caps dels tríceps braquial es creia que estaven innervats pel nervi radial. No obstant això, un estudi realitzat el 2004 en 20 cadàvers i 15 disseccions quirúrgiques, va determinar que el cap llarg està innervat per una branca del nervi axil·lar en tots els casos.
Cadascun dels tres fascicles té el seu propi subnucli neuromotor a la part motora de la medul·la espinal. El cap medial està format predominantment per petites fibres I i unitats motores, el cap lateral per les grans fibres del tipus IIb i unitats motores i el cap llarg, amb una barreja dels dos tipus de fibres i d'unitats motores. S'ha suggerit que cada fascicle "pot ser considerat com un múscul independent amb papers funcionals específics."

## Imatges

Animació mostrant el múscul tríceps braquial.   Cap llarg.  Cap lateral o extern.  Cap medial o intern.
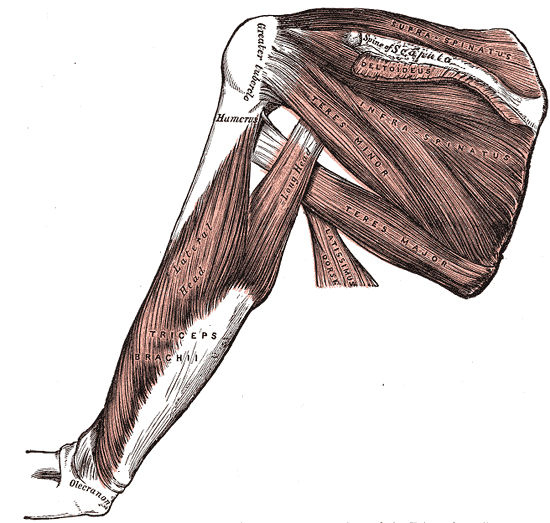
Músculs al dors de l'escàpula amb el tríceps braquial.
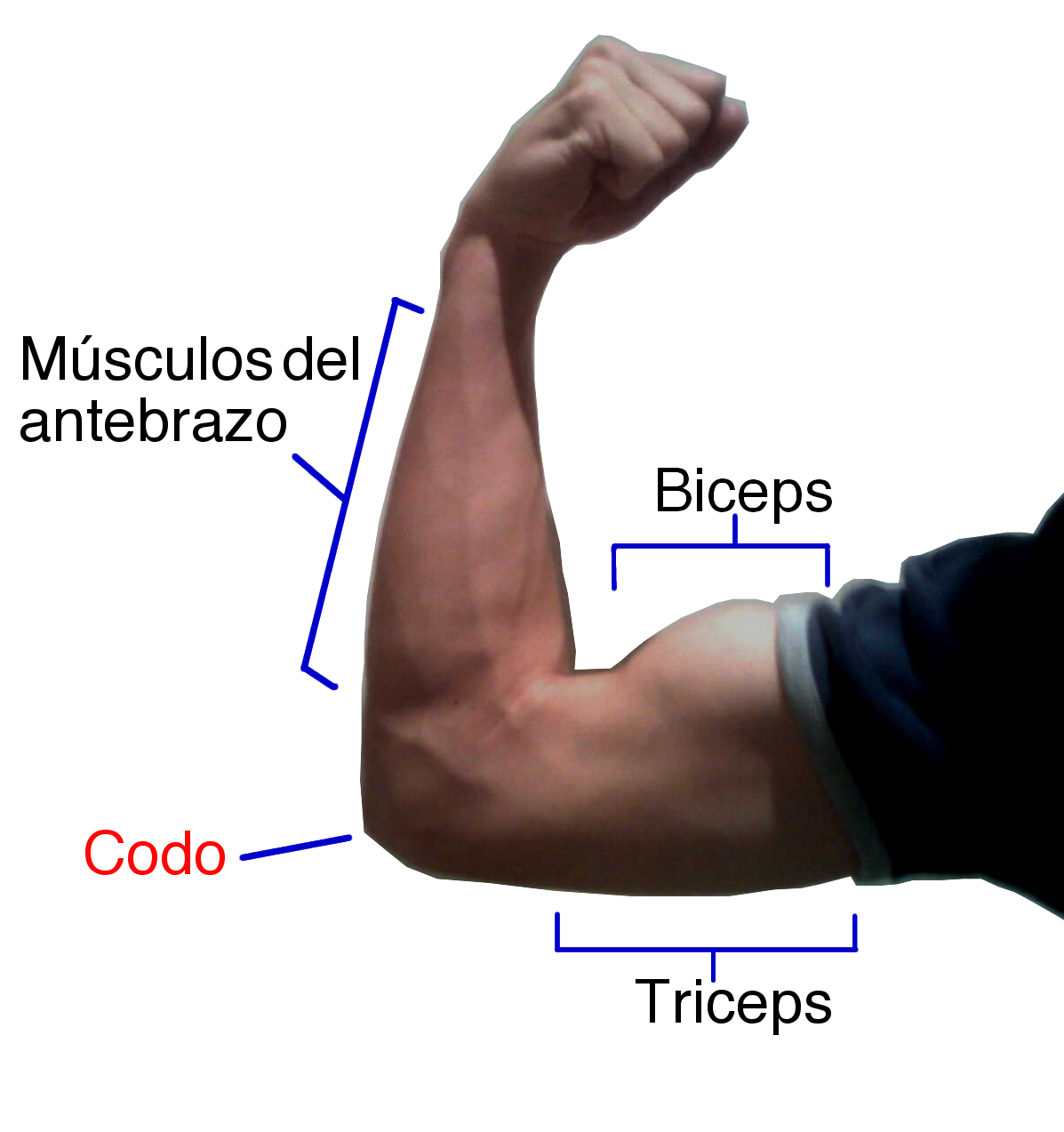
Tríceps i bíceps.
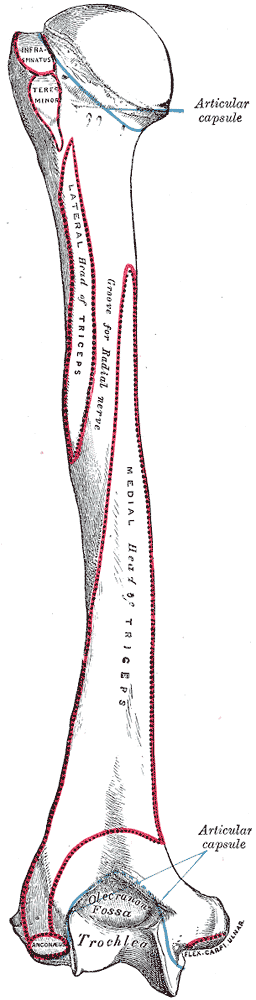
Vista posterior de l'húmer esquerra amb les insercions.
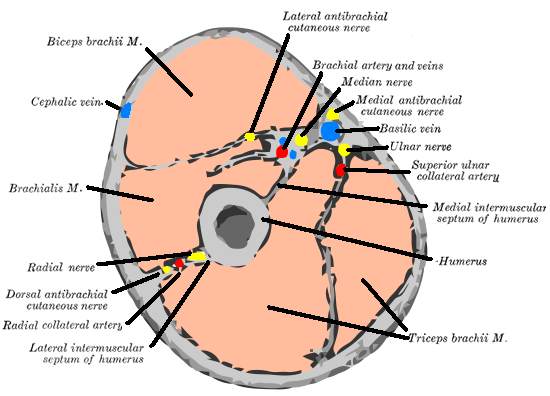
Secció de la part superior del braç.
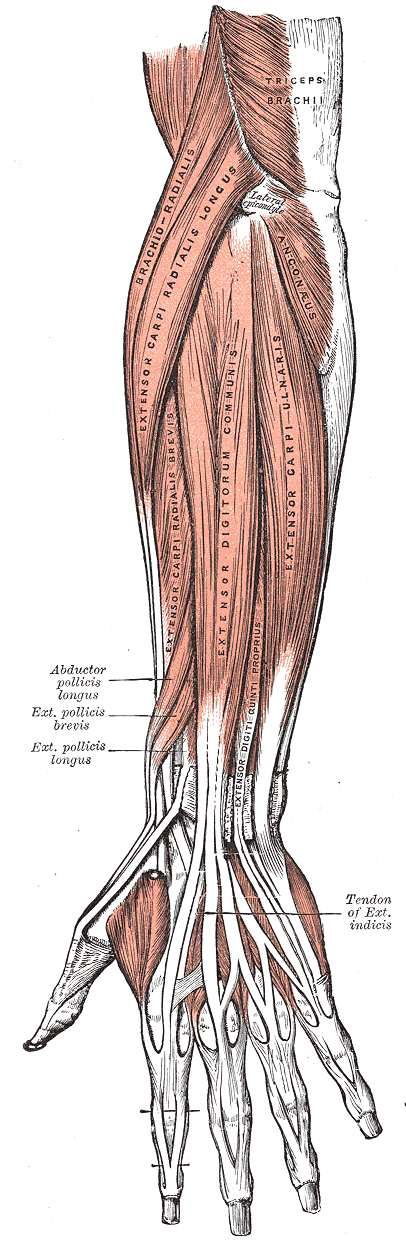
Superfície posterior de l'avantbraç amb els músculs superficials.
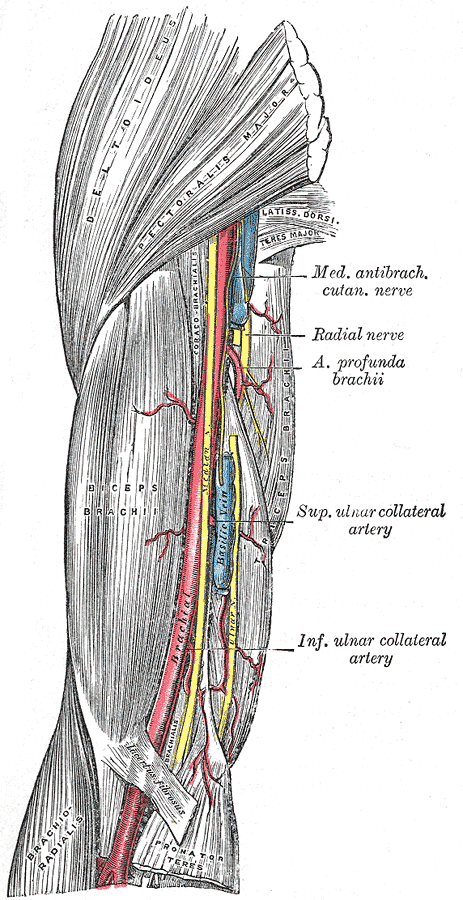
Artèria braquial.
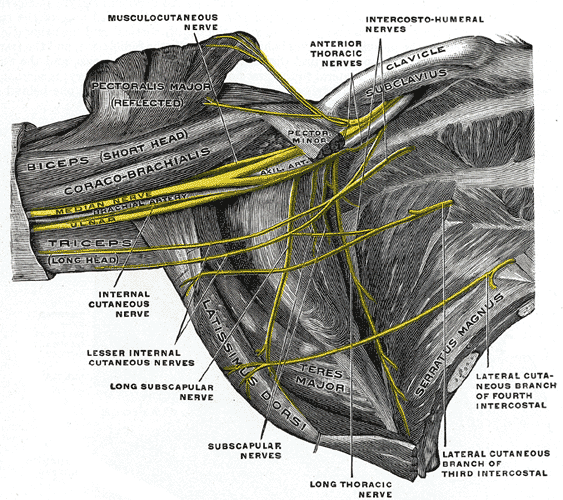
Vista inferior i frontal del plexe braquial dret (part infraclavicular) en la fossa axil·lar.
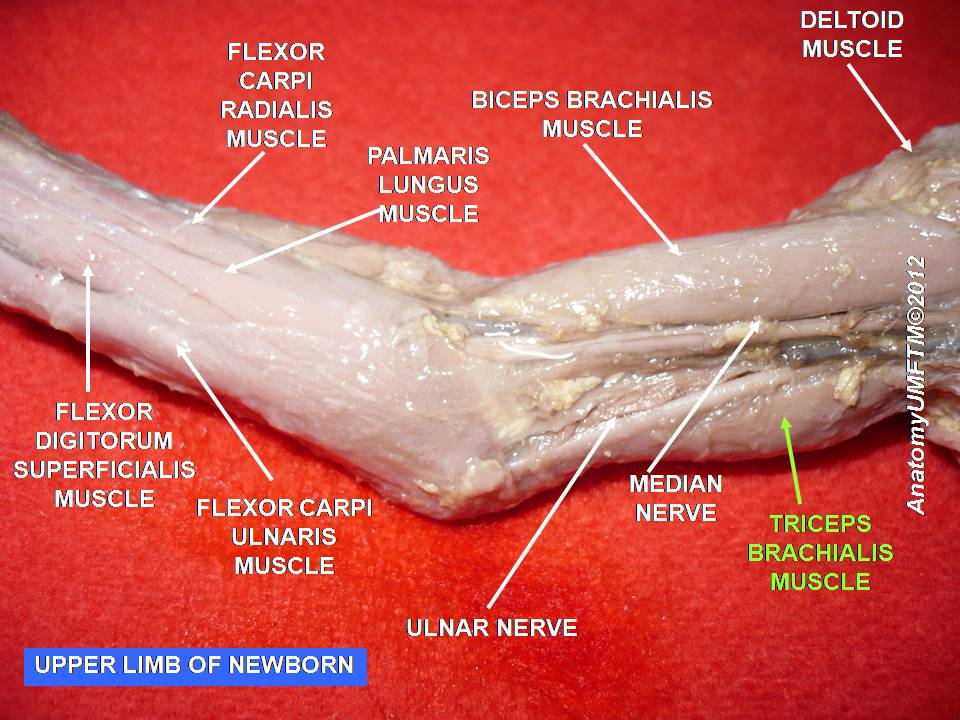
Múscul tríceps braquial d'un nadó.
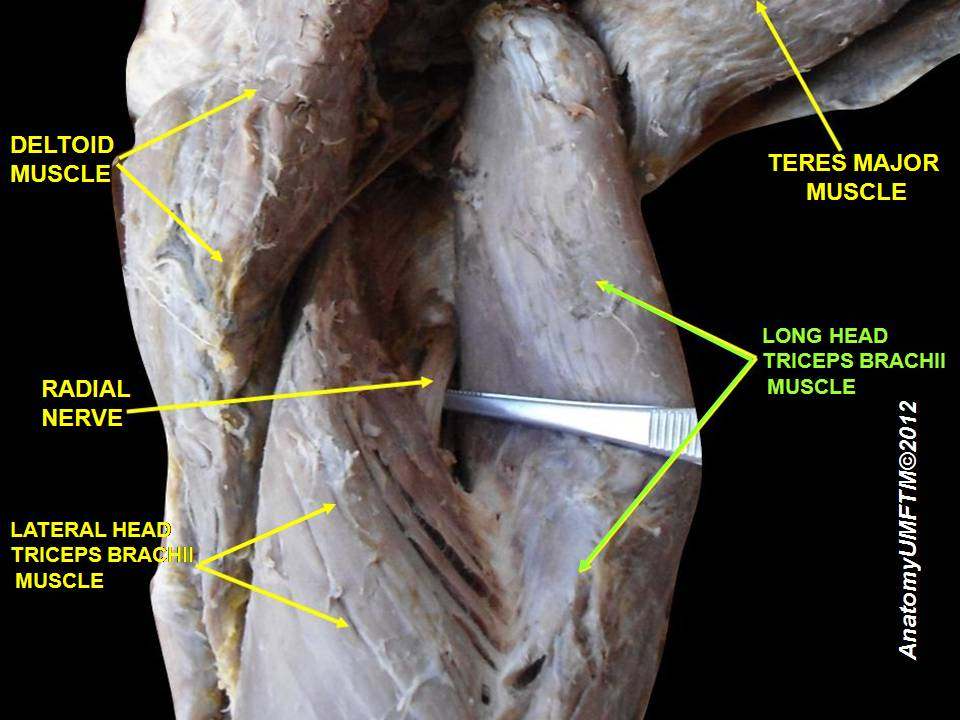
Cap llarg del tríceps (etiquetat)